# Okanogan (Washington)
Okanogan è una città degli Stati Uniti d'America, situata nello Stato di Washington, nella Contea di Okanogan, della quale è anche il capoluogo.